# Mustahabb
 (juillet 2025).
Le contenu est difficilement compréhensible vu les erreurs de traduction, qui sont peut-être dues à l'utilisation d'un logiciel de traduction automatique.
Mustahabb (en arabe : مستحبّ) est un terme islamique se référant aux actions recommandées, favorisées ou vertueuses .
Les actions de Mustahabb sont celles dont la décision (ahkam) dans la loi islamique se situe entre mubah (neutre; ni encouragé ni découragé) et wajib (obligatoire). Une définition est « les devoirs recommandés, mais pas essentiels; dont la réalisation est récompensée, bien qu'ils puissent être négligés sans punition ». Les synonymes de mustahabb incluent masnun et mandub. L'antonyme de mustahabb est makruh (découragé).

## Exemples
Il existe des milliers d'actes de mustahabb notamment :  
- As-Salamu Alaykum (une salutation islamique traditionnelle, arabe pour « que la paix soit sur vous »)
- Sadaqah (organisme de bienfaisance en dehors de la zakat)
- Omra (sauf dans le madhhab Shafi'i, où il est fard)
- Rasage des poils pubiens et des aisselles

## Voir également
- Makruh
- Ahkam
- Wajib
- Coran
- Istighfar
- Istishhad